# NGC 1325A
NGC 1325A је спирална галаксија у сазвежђу Еридан која се налази на NGC листи објеката дубоког неба.
Деклинација објекта је - 21° 20' 11" а ректасцензија 3h 24m 48,4s. Привидна величина (магнитуда) објекта NGC 1325 износи 12,6 а фотографска магнитуда 13,4. NGC 1325A је још познат и под ознакама ESO 548-10, MCG -4-9-6, Holmberg VI, PGC 12754.